# Nunchaku
Das Nunchaku (jap. ヌンチャク, Kanji 双節棍 /⁠nɯɴtɕak(ɯ)⁠/ anhörenⓘ), in Deutschland, vor allem in juristischem Kontext, zuweilen auch „Würgeholz“ genannt, ist eine der traditionellen Bauernwaffen im Kobudō und wurde auf Okinawa (Japan) ursprünglich als Dreschflegel genutzt. Der Sansetsukon ist ähnlich aufgebaut, besteht allerdings aus drei gleich großen Teilen und unterscheidet sich vom zweiteiligen Nunchaku erheblich in der Handhabung und Größe.
Bekannt geworden ist es in der westlichen Welt durch die Handhabung Bruce Lees.

## Aufbau
Das Nunchaku besteht in der Regel aus zwei gleich langen Holzstücken, die mit einer Kette (jap. 鎖, kusari) oder mit einer Schnur (紐, himo) verbunden sind. In der Regel haben die Hölzer eine Länge von 30 cm, wobei handgefertigte der Unterarmlänge des Benutzers angepasst werden. Die Schnur oder Kette weist meist eine Länge von 10–15 cm auf.
Unterteilt wird das Nunchaku in:
- himo oder kusari = Schnur oder Kette
- kontō = oberes Ende
- jōkonbu = oberes Drittel
- chūkonbu = mittleres Drittel
- kikonbu = unteres Drittel
- kontei = Basis/Ende[1]

## Varianten
Es gibt viele Varianten des Nunchaku, wobei die zweiteilige die bekannteste ist. Daneben gibt es aber noch:
- Sansetsukon nunchaku: Besteht aus drei gleich langen Hölzern.
- Sosetsukon nunchaku: Nunchaku aus einem langen und einem kurzen Holz. In der Regel ist der lange Teil dreimal so groß wie der kurze.
- Yonsetsukon nunchaku: Ein Nunchaku, das aus vier Hölzern besteht, den zwei langen links und rechts außen und den beiden kurzen, die sich innen befinden.

Nachfolgend wird aber, soweit nicht anders erwähnt, auf das bekanntere zweiteilige Nunchaku Bezug genommen.
Davon abgesehen unterscheidet man Nunchaku nach dem Profil der Hölzer:
- Hakakukei nunchaku: Ein Nunchaku mit zwei achtkantigen Hölzern
- Rokakukei nunchaku: Zwei Sechskanthölzer
- Marugata nunchaku: Zwei zylindrische Hölzer

Das sind die Arten des Nunchaku, wie sie seit Hunderten von Jahren bekannt sind. Es gibt aber auch in der heutigen Zeit noch Veränderungen bzw. Weiterentwicklungen.

### Moderne Weiterentwicklungen
- Kugellager: Eine moderne Weiterentwicklung ist das Kugellager, das sich am oberen Ende (Kontoh) befindet. Somit ist die Kette nicht mehr direkt am Holz fixiert, was das Wirbeln mit den Nunchakus erleichtert, da sich die Kette nicht mehr aufzwirbeln kann. Nachteilig daran ist jedoch, dass die kleinen mechanischen Teile des Kugellagers empfindlicher als eine starre Befestigung sind und somit nicht so zuverlässig sein können. Im sportlichen Bereich sind diese Nunchakus nur selten anzutreffen.
- Soft-Nunchaku: Diese sind zumeist aus dünnen Holz- oder Kunststoffstäben gefertigt, die mit einem weichen Material umhüllt sind. Sie finden Anwendung bei Anfängern und bei Partnerübungen, da die Verletzungsgefahr gegenüber Nunchakus aus härteren Materialien erheblich verringert ist. Allerdings sind mit "Soft-Nunchakus" bei weitem nicht so hohe Geschwindigkeiten wie mit "Nunchakus" aus festeren Materialien zu erreichen.
- Sport-Nunchaku: Diese Nunchakus sind speziell für Wettkampfzwecke (Sport-Nunchaku-Do) entwickelt worden. Ähnlich wie die Soft-Nunchakus bestehen sie aus dünnen Kunststoffstäben, die mit einem Schaumstoff ummantelt und mit einer Nylonschnur verbunden sind. Jedoch sind sie für den Wettkampfsport optimiert. Außerdem weisen manche Modelle eine Sollbruchstelle auf, die einen Missbrauch (Würgen) verhindern soll.
- Artistik-Nunchaku oder Freestyle-Nunchaku: Darunter sind relativ kleine und besonders leichte und ausgewogene Nunchakus zu verstehen, was ein sehr gutes Handling und aufgrund der geringen Masse auch eine hohe Geschwindigkeit verspricht. Sie werden hauptsächlich von erfahrenen Sportlern zu Demonstrationszwecken, etwa auf Budo-Galas eingesetzt.
- Leucht-Nunchaku: Auch dieses Nunchaku ist speziell für Vorführungen bestimmt und besteht in der Regel aus zwei Acrylglasröhren, in die Knicklichter eingeführt werden. Es sind aber auch andere Konstruktionen möglich, beispielsweise mit LED. Andere Bezeichnungen sind Glowstick-Nunchaku oder Glowstick Twisters.
- Lissajous-Nunchaku: Diese unterscheiden sich von anderen Nunchakus hauptsächlich durch längere Stäbe und eine sehr kurze Schnur, was eine erhöhte Kontrolle versprechen soll. Sie sind auch unter dem Namen Penchaku bekannt.

## Ursprung – Legende

### Das chinesische Nunchaku
Nach einer alten chinesischen Legende soll während der nördlichen Song-Dynastie, gegründet um 960 n. Chr., der Kaiser Chao K'ung-Yin / Zhao Kuangyin (Taizu) den Vorläufer des Nunchaku erfunden haben. Des Kaisers, der vorher ein General war, liebste Waffe soll der Speer gewesen sein, und mit diesem trat er auch in einem Wettkampf gegen einen seiner Offiziere an. Der Offizier zerschlug mit seinem Schwert den Speer des Kaisers in drei Stücke. Diese drei Teile soll der Kaiser dann mit einer Kette verbunden haben, und die Waffe wurde Sanjiegun (Dreigliederstab) (okinaw. Sansetsukon) benannt. Später erwies es sich als effektiver, nur zwei Hölzer zu verwenden. Als er seine Waffe meisterte, forderte er den Offizier erneut heraus und besiegte ihn. Die Variante des Kaisers bestand aus einem langen Holz (ca. 1 m) und einem kurzen (ca. 30 cm) (Shaogun, Zweigliederstab, Dreschflegel), es gibt aber auch welche, die mit einer Kette mit gleich langen Holzstäben (Shuangjiegun) verbunden sind. Diese ursprüngliche Form des Nunchakus war es auch, die um 1300 ihren Weg nach Okinawa fand.

### Das okinawanische Nunchaku
Auf der Insel Okinawa erfuhr das Nunchaku einige Veränderungen. Man verwendete nun gleich lange Hölzer und experimentierte mit Kanthölzern wie zum Beispiel Acht/Sechskant und veränderte die Länge der Kette/Kordel. Ebenfalls wurde erst auf Okinawa aus dem Nunchaku eine Waffe und die dazugehörige Technik entwickelt.
Nach der japanischen Satsuma-Invasion von 1609 hatten die Bewohner sämtliche Waffen abzugeben. Dabei wurde das Nunchaku übersehen, da niemand erwartet hatte, dass aus dem primitiven Werkzeug eine tödliche Waffe entwickelt werden könnte. In den folgenden Jahrzehnten gewann die unauffällig zu tragende Waffe an Popularität; sie konnte auch einem bewaffneten Satsuma-Samurai gefährlich werden. Das traditionelle japanische Nunchaku ist im Allgemeinen mit einer Schnur statt mit einer Kette verbunden.

## Anwendung und Techniken

Ein Nunchaku-Handgriff

Das Nunchaku ist im Vergleich zu anderen ähnlich effektiven Schlagwaffen dieser Kategorie (mit Ausnahme von teleskopischen Waffen) relativ klein. Deswegen kann es leicht verdeckt mitgeführt werden. Die Wirkung beim Aufprall richtet einen erheblichen Schaden an. Allerdings kann das Nunchaku ohne Training für den Anwender selbst eine erhebliche Gefahr darstellen.
Das Nunchaku offenbart dem Anwender eine Vielzahl unterschiedlicher Techniken:

### Stoßen
Es ist möglich, im Nahkampf mit dem Nunchaku zuzustoßen, wobei man beide Hölzer in der Hand hält und die etwas spitzer zulaufenden Enden (Kontoh) in die Nervenaustrittspunkte rammt (entsprechende anatomische Kenntnisse vorausgesetzt).

### Wirbeln
Eine andere Möglichkeit ist das Wirbeln, wobei man eines der Hölzer am mittleren Teil (Chukon-Bu) hält und das an der Kette baumelnde Stück schwingt. Damit schlägt man nicht ziellos durch die Gegend, sondern man „malt Figuren“ in die Luft wie zum Beispiel die Achterschleife. Die Achterschleife ist eine einfache Figur, die aussieht wie eine auf der Seite liegende Acht, wobei das frei schwingende Holzstück von links oben nach rechts unten und von rechts oben nach links unten schwingt. Das ganze geschieht bei geübten Leuten so schnell, dass man das Nunchaku kaum noch sieht, dafür aber hört und den Luftzug spürt. Durch Drehung um die eigene Achse lassen sich so sogar Gegner aus verschiedenen Richtungen in Schach halten.

### Schwingen
Beim Schwingen wird auch ein Teil des Nunchaku gehalten und mit dem anderen zugeschlagen. Das ganze kann ein Rundumschlag sein, von links nach rechts oder von links oben nach rechts unten wie auch umgekehrt. Nach dem Schwung fängt man das Ende wieder auf. Aufgefangen wird durch Abbremsen des Nunchaku am eigenen Körper, der freien Hand oder den Achselhöhlen. Beim Verfehlen des Ziels wird das Nunchaku oft mit der freien Hand aufgefangen. Dadurch kann man gegebenenfalls die Hand wechseln, womit man den Gegner auch verwirren kann.

### Klemmen
Die über eine Kette oder Seil miteinander verbundenen Hölzer werden kreuzförmig zusammengedrückt. Üblich ist diese Methode am Handgelenk oder der Waffe des Gegners, wie zum Beispiel einem Stock oder Baseballschläger. Auf diese Weise lässt sich der Gegner leicht entwaffnen.

### Würgen
Die letzte Möglichkeit ist das Würgen, welches in der Selbstverteidigung oder im Kampf weniger vorkommt. Es besteht die Gefahr oder Absicht, den Gegner dabei zu töten. Letztendlich resultiert aus dieser Anwendungsmöglichkeit ein generelles Verbot der Waffe in Deutschland.

## Sportgerät
Als Sportgerät trainiert das Nunchaku vor allem die Koordination und die Konzentration des Trainierenden. Außerdem lassen sich die Nunchaku-Techniken gut mit einer Vielzahl von Übungen aus dem Karate, Kung Fu oder Jiu Jitsu kombinieren.
Im Gegensatz zur Schweiz, in der Kantone Ausnahmebewilligungen für die sportliche Ausübung erteilen können, ist in Deutschland durch das generelle Verbot auch die Verwendung als Sportgerät ausgeschlossen. Dadurch lassen sich einige Kampfsportsysteme und Formen nicht mehr vollständig erlernen und trainieren.

## Rechtslage im deutschsprachigen Raum

### Deutschland
In der Bundesrepublik Deutschland ist der Erwerb, der Besitz, die Überlassung, das Führen, die Verbringung, die Mitnahme, die Herstellung, Bearbeitung, Instandsetzung oder der Handel, kurz der Umgang mit dem Nunchaku und anderen Waffen, „die nach ihrer Beschaffenheit und Handhabung dazu bestimmt sind, durch Drosseln die Gesundheit zu schädigen“, verboten.
Das Verbot betrifft gemäß Feststellungsbescheid des BKA auch alle Varianten und sogenannte „Soft-Nunchaku“ und wurde durch Urteil des Verwaltungsgerichts Wiesbaden am 24. April 2006 gültig.

### Österreich
Nunchaku werden in Österreich nicht mehr generell als Totschläger angesehen. Das Bundesministerium für Inneres, Generaldirektion für die öffentliche Sicherheit, hat mit Erlass vom 24. September 1981, Z. 59.30/29-II/13/81, unter anderem Folgendes bekannt gegeben:
1. Die vorbehaltlose Einstufung der Nunchaku-Schlagwaffe als verbotene Waffe (Totschläger) wird nicht aufrechterhalten.
2. Die Qualifikation eines Gegenstandes als Totschläger im Sinne des § 17 Abs. 1 Z 6 des Waffengesetzes 1996 ist im Einzelfall zu prüfen, wobei Geräten mit zwei durch eine Gliederkette verbundenen Rundhölzern diese Qualifikation nicht zukommt.
3. Die Nichteinstufung eines Gegenstandes als Totschläger führt jedoch nicht automatisch dazu, dass auch die Qualifikation als Waffe im Sinne des § 1 WaffG 1996 verloren geht.

### Schweiz
Nunchaku gelten im Sinne des Schweizer Waffenrechts als verbotene Waffen. Kantone können Ausnahmebewilligungen vom Verbot des Erwerbs, Besitz und der sportlichen Ausübung erteilen. Wie weit dieses Verbot darüber hinaus reicht ist umstritten; nach einem Urteil des Bezirksgerichts Zürich vom 16. April 2014 wurde die Inhaberin eines Geschäfts, welches Nunchakus anbietet, von der Verletzung der Waffengesetzgebung freigesprochen.
Nunchaku zu Trainingszwecken, deren Schlagteil aus Kunststoff oder einem ähnlichen Material besteht und die mit einer schlagdämpfenden Ummantelung ausgestattet sind (Soft-Nunchaku), gelten nicht als Waffe und sind daher erlaubt. Künftige Änderungen sind möglich, da das Schweizer Waffengesetz der Schengenrichtlinie 91/477 angepasst und einer nationalen Revision unterzogen wird.

## Bildergalerie

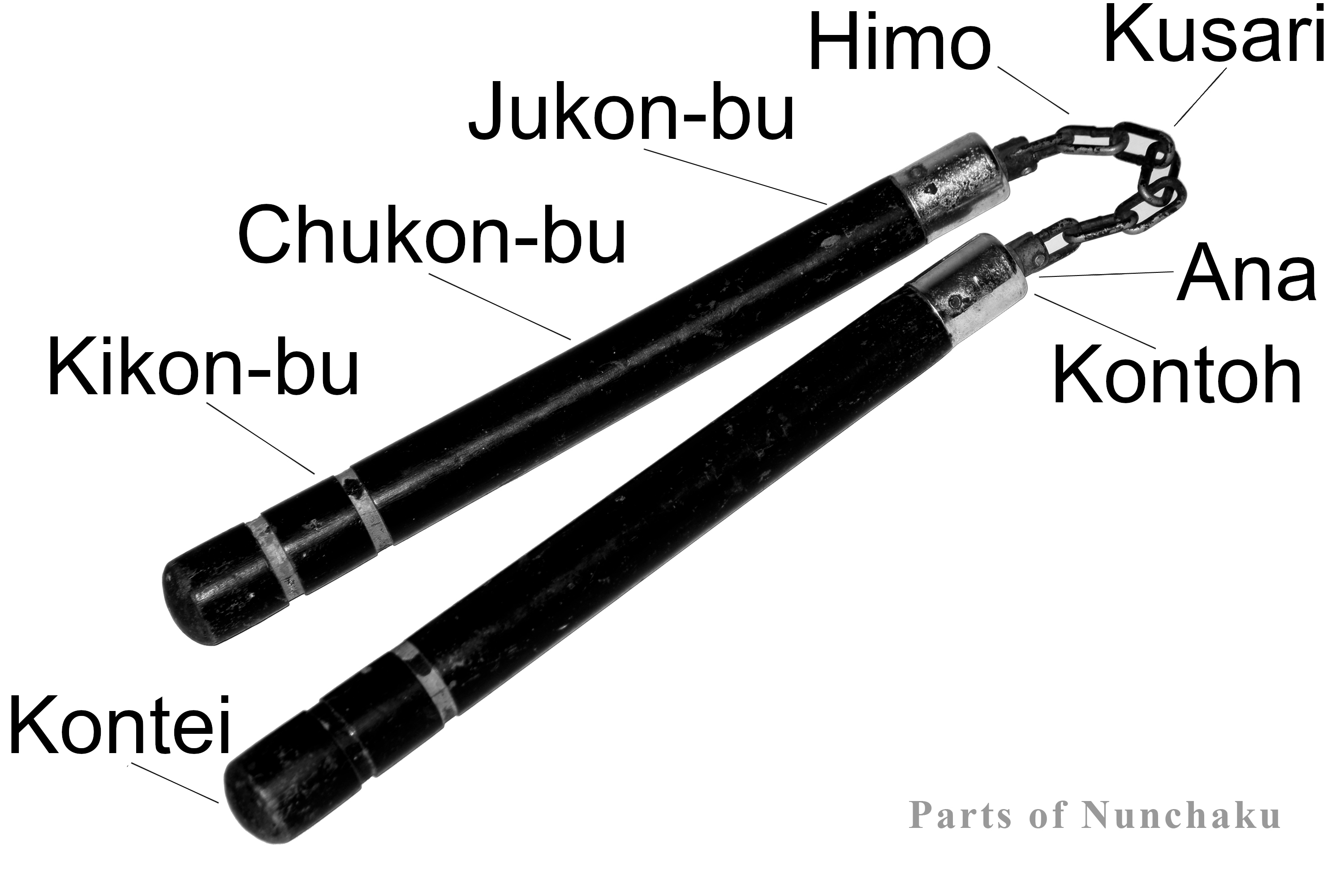
Teile des Nunchaku
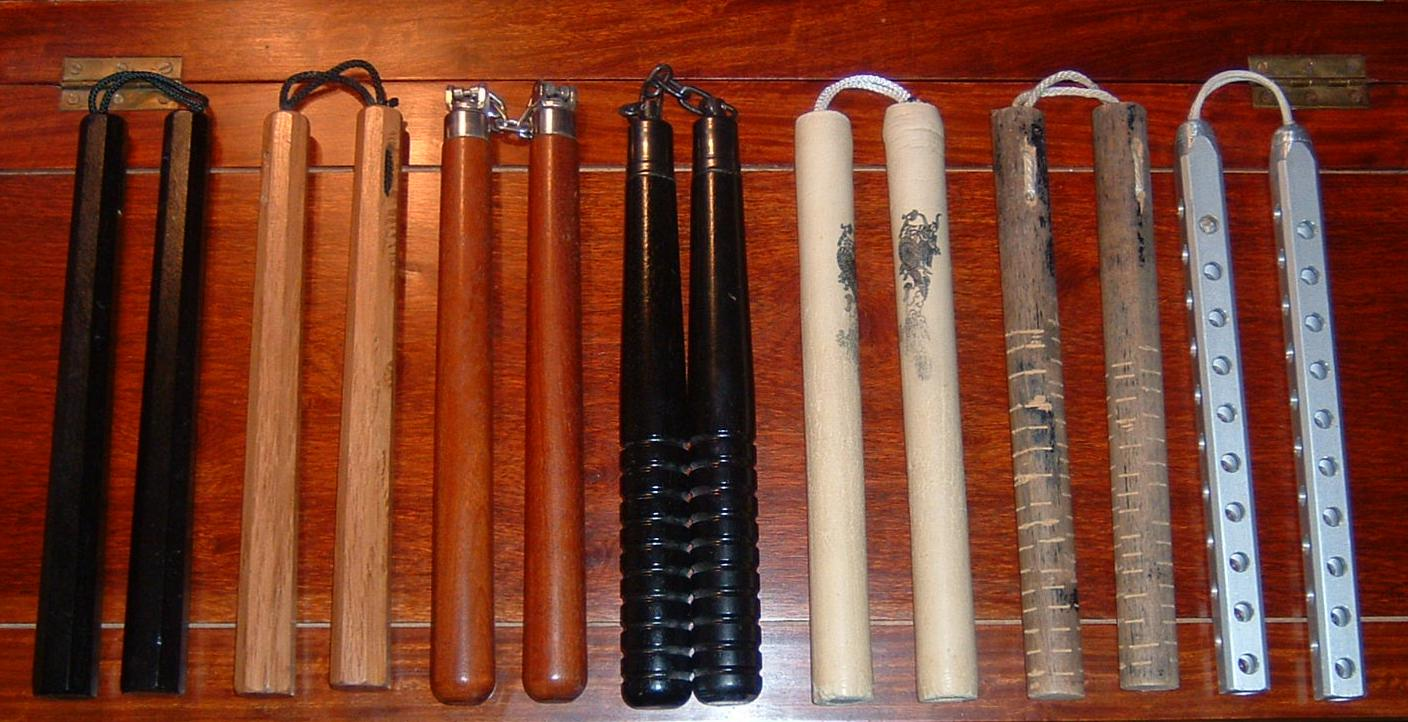
Nunchaku
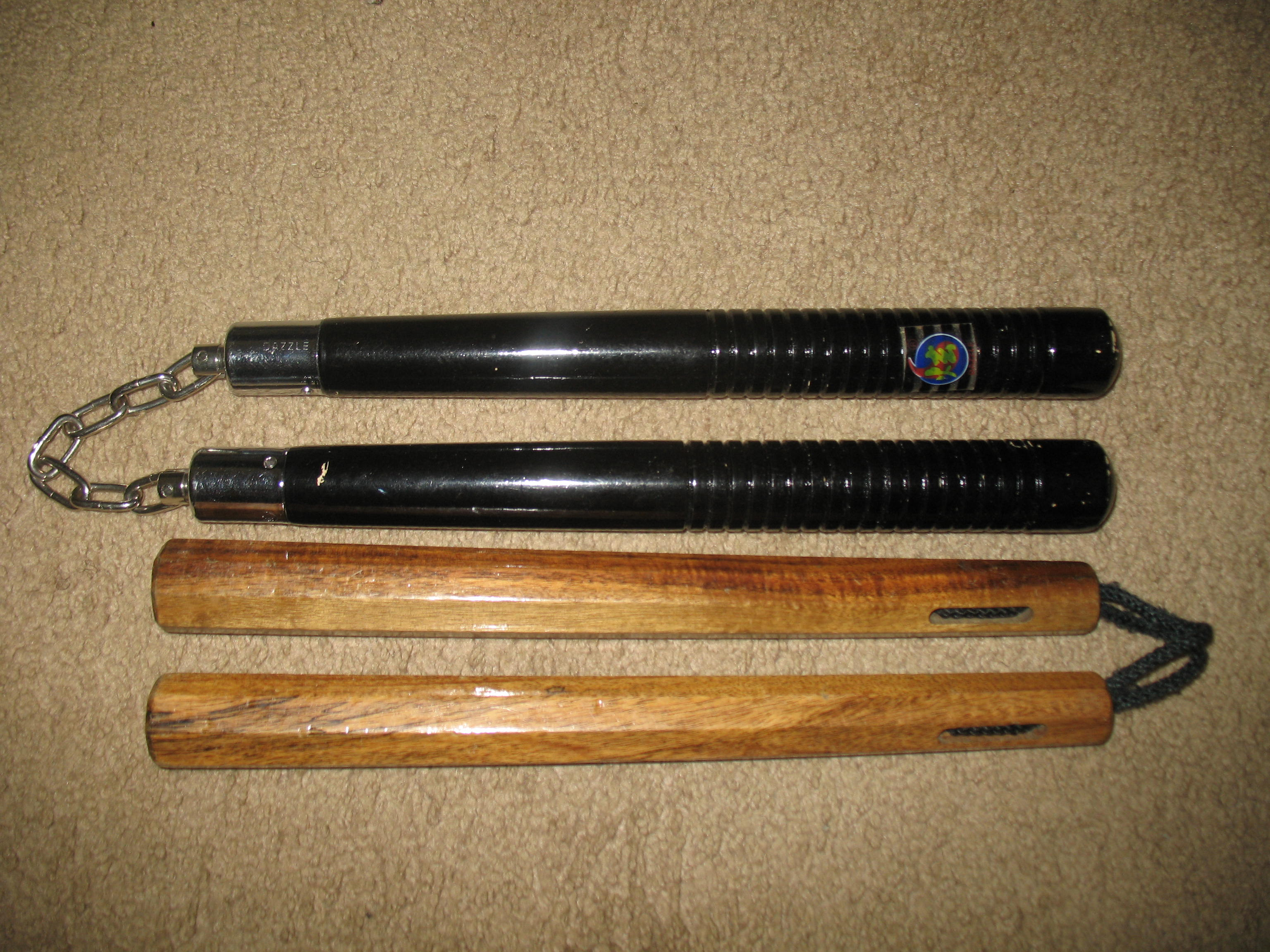
Nunchaku
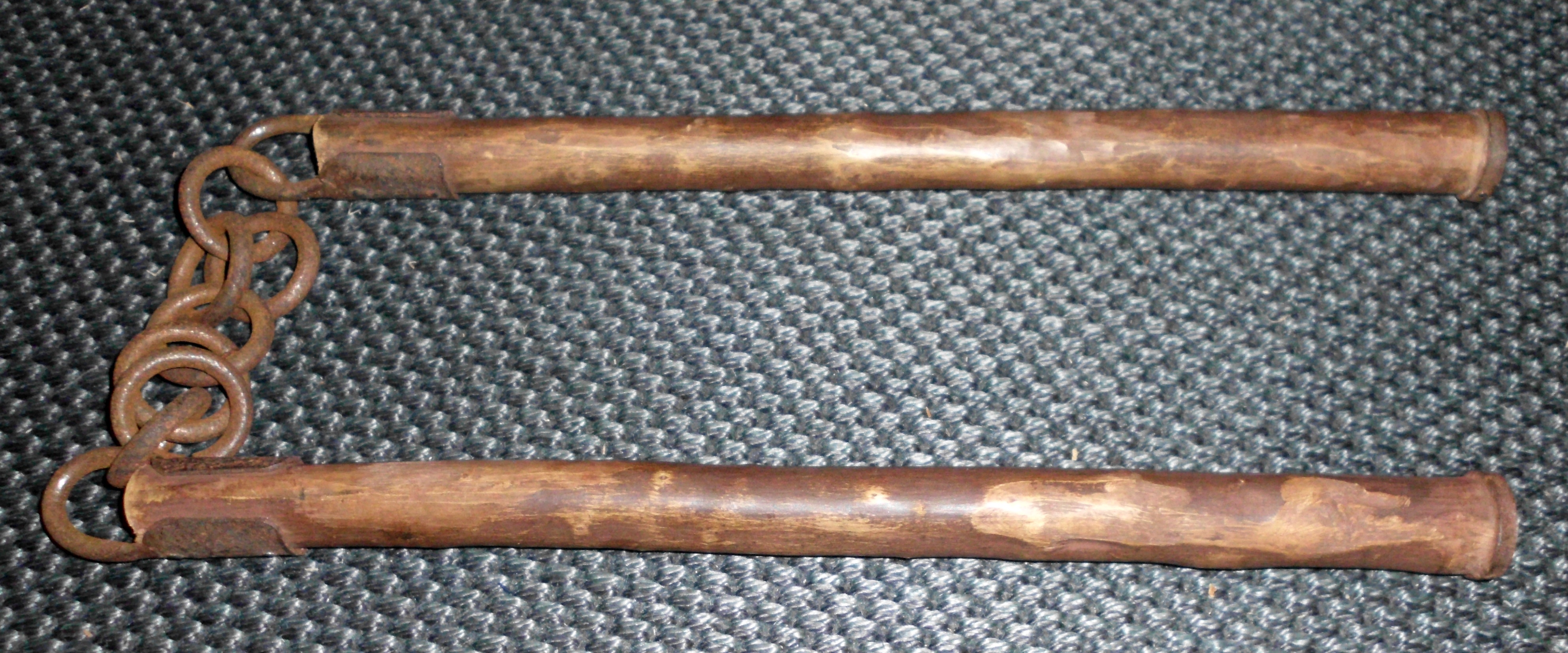
Nunchaku
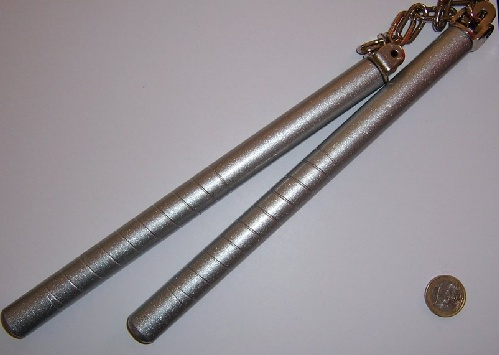
Nunchaku
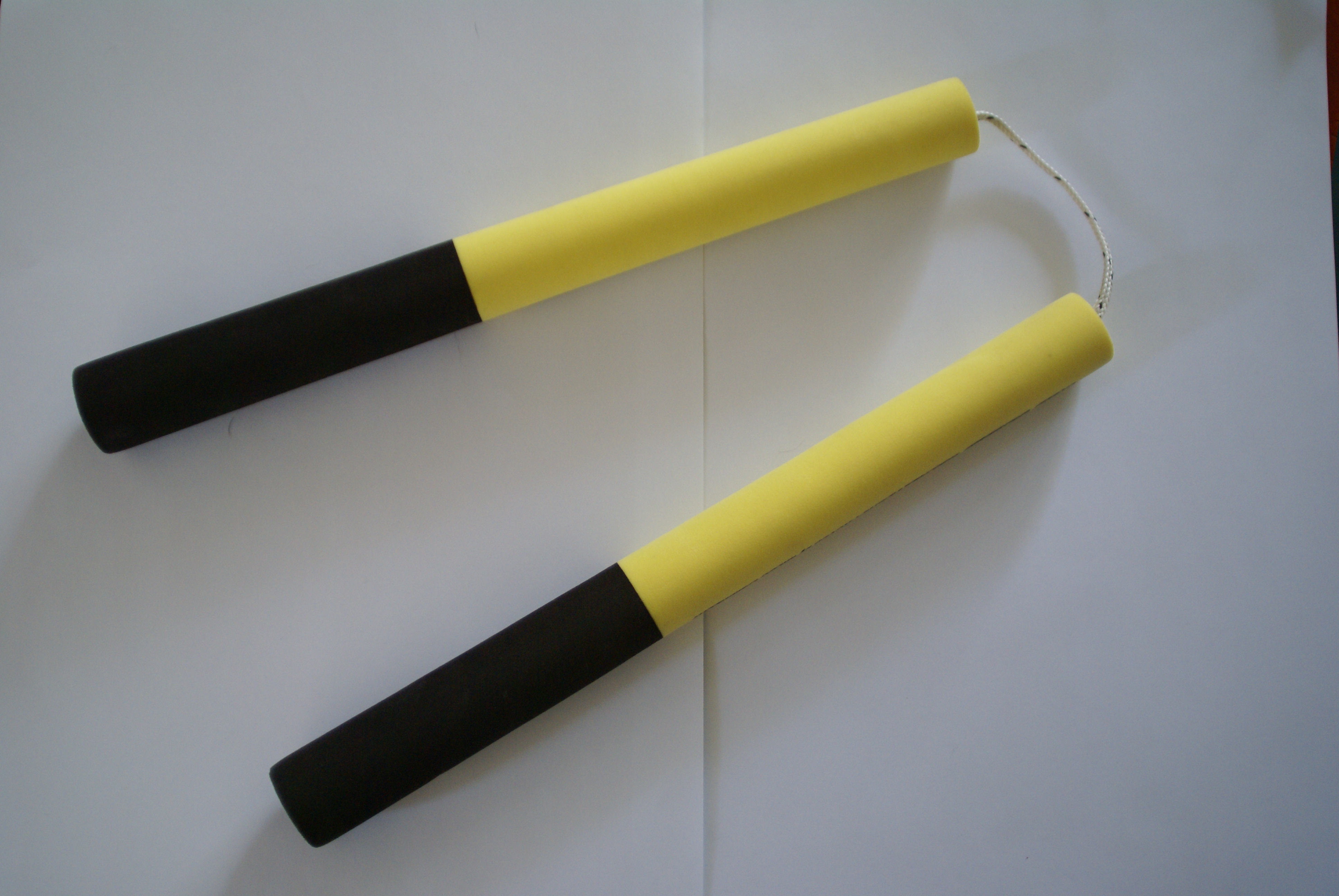
Safety-Nunchaku
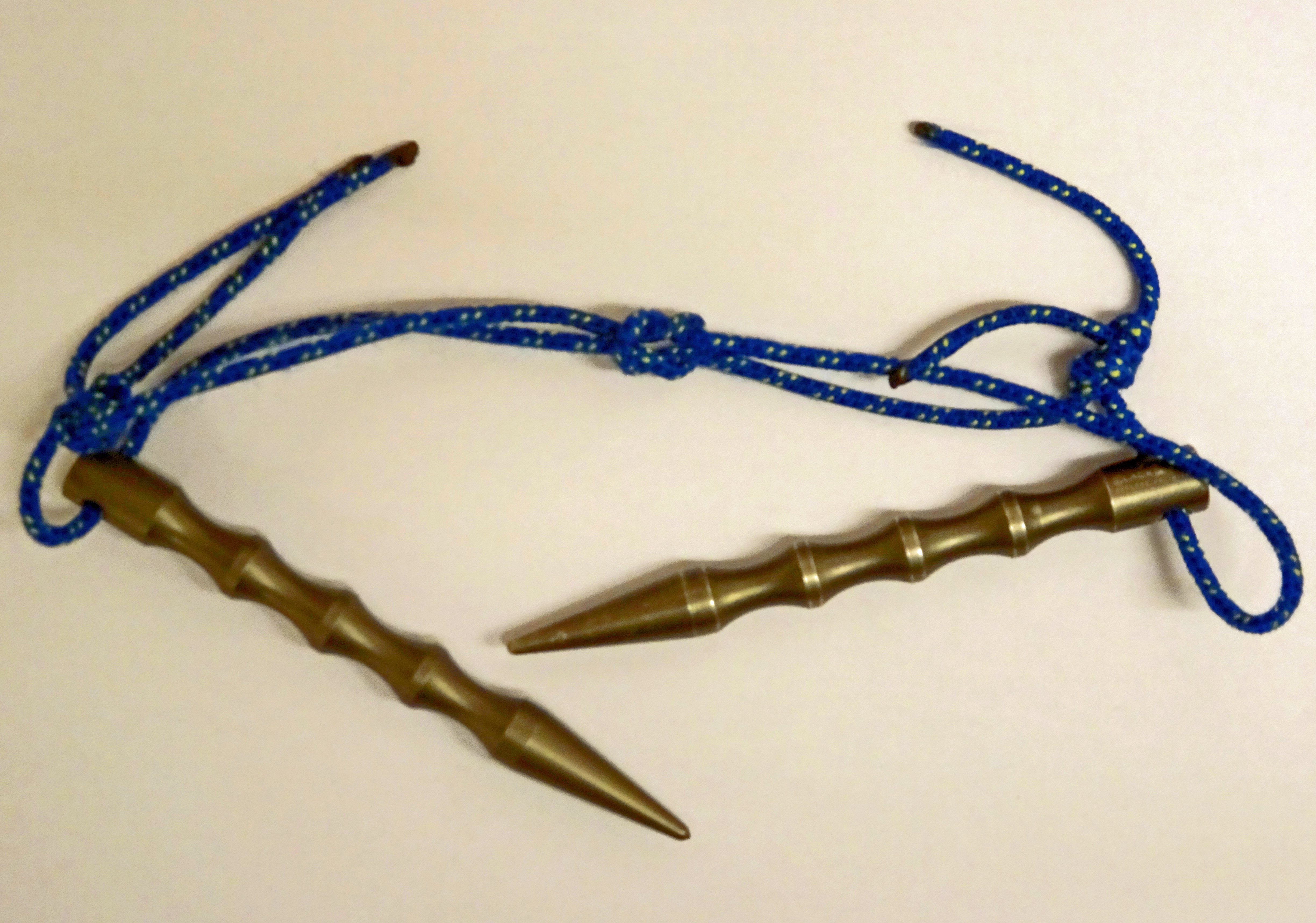
Improvisiertes Nunchaku aus zwei mit Reepschnur verbundenen, in Deutschland (2019) legalen Kubotan